# Laniifera rawlinsi
Laniifera rawlinsi is een vlinder uit de familie van de grasmotten (Crambidae), uit de onderfamilie van de Spilomelinae. De wetenschappelijke naam van deze soort is voor het eerst gepubliceerd in 2020 door James Hayden.
De soort komt voor in de Dominicaanse Republiek.